# 植村榮
植村 榮（うえむら さかえ、1941年1月2日 - ）は日本の化学者。京都大学名誉教授。専門は、有機化学・合成化学。大阪府出身。

## 人物
京都大学工学部において、有機ヘテロ元素化合物を使っての不斉合成、金属交換モンモリロナイト触媒を使っての有機合成、遷移金属触媒を使ってのアルコール酸化などについて研究する。雑誌「化学と工業」2005年度の編集委員長を務めた。
1978年には、関西の化学者からなる会の結成に携わり、産学の連携に尽力した。
所属する日本化学会では、化学への深い造詣を活かし、2005年から創設された化学遺産認定事業に発足から携わり、シンポジウムの司会なども務める。
2004年の京都大学退官後は、科学英語の普及にも尽力している。

## 経歴
- 1959年 大阪府立高津高等学校卒業
- 1963年 京都大学工学部燃料化学科卒業
- 1968年
  - 京都大学大学院工学研究科燃料化学専攻博士課程修了
  - 京都大学工学部助手
- 1984年4月 京都大学化学研究所助教授
- 1991年4月 京都大学工学部石油化学科教授（石油化学加工学講座）
- 1993年4月 京都大学大学院工学研究科教授（物質エネルギー化学専攻　触媒科学講座）
- 2004年
  - 3月 京都大学退職
  - 4月 京都大学名誉教授、岡山理科大学工学部情報工学科教授

## エピソード
2006年度から日本化学会の役員選出方法が改革され、学生会員を含む会員による直接選挙方式となり、九州地方代表の国武豊喜（北九州市立大学副学長（当時））、関東以北代表の藤嶋昭（神奈川科学技術アカデミー理事長（当時））と共に関西からの会長候補に推挙された。当選挙の結果、藤嶋昭が選ばれたが、以降、役員選出方法では、学生会員を含む会員には、代表委員を記名する委任制度が導入された。

## 受賞歴
- 1983年 有機合成化学協会賞
- 1989年 日本化学会学術賞

## 参加学会
- 日本化学会（1985-1986年支部幹事、1995-1996年理事、1995-1997年速報誌編集委員、1999年近畿支部長、2000年副会長、2001年監事、日本化学会125周年記念事業特別委員会副委員長）
- 有機合成化学協会（1993–1994年編集委員）
- アメリカ化学会
- イギリス化学会
- 日本希土類学会
- 日本学術会議（1998年より化学研究連絡委員会委員）
- 日本学術会議化研連安全問題小委員会（1999-2000年委員長）